# Kareius bicoloratus
Kareius
Genre
Espèce
Synonymes
- Platessa bicolorata Basilewsky, 1855[1] [2]
- Platichthys bicoloratus (Basilewsky, 1855)[1] [2]
- Pleuronectes scutifer Steindachner, 1870[1] [2]

Kareius bicoloratus, unique représentant du genre Kareius, est une espèce de poissons de la famille des Pleuronectidae.

## Répartition et habitat
Kareius bicoloratus est un poisson marin qui se rencontre également en eaux saumâtres ou douces. Il est présent au Japon, aux îles Kouriles, à Sakhaline, le long de la péninsule de Corée, dans le Nord de la Chine et à Taïwan. Il est présent jusqu'à 150 m de profondeur. Il affectionne les fonds sableux ou boueux des zones côtières.

## Description
La taille maximale connue pour Kareius bicoloratus est de 500 mm et il peut vivre jusqu'à 12 ans.